# 박근혜 대통령 퇴진 운동의 참여 인원
이 문서에서는 박근혜 대통령 퇴진 운동 (범국민행동)의 참여 인원과 그 유형, 그리고 집계 과정에서의 논란 등에 대해서 설명한다.
2016년 10월 29일부터 2017년 4월 29일까지 진행된 범국민행동은 10차 집회까지 누적인원수 1000만 명을 돌파하였고, 23차 집회까지의 누적인원수는 1683만 명에 달해 단일 의제로 개최된 시위로는 2008년 촛불 시위, 1987년 6월 항쟁을 넘어 대한민국 역사상 최대 규모로 기록되었다. 또 100만 명을 달성한 3차 집회, 역사상 최대의 단일집회로 기록된 6차 촛불집회 등 참여자 규모에서 많은 주목을 받은 운동이기도 했다. 그러나 인원 집계 과정에서 주최 측과 경찰 측의 통계가 큰 차이가 있어 이에 따른 논란이 빚어지기도 하였다.
이 운동에는 인기 연예인 다수가 참여했는데 배우 차인표와 가수 이상은 등이 참여했다.

## 참여 인원
범국민행동은 주로 매주 토요일에 진행되었으나, 2017년 1월 28일에는 설날 연휴로 시위를 하지 않고 합동 차례상으로 대신하였다. 또 3월 1일에는 삼일절을 맞이하여 토요일이 아닌 수요일에 18차 범국민행동이 진행되었다. 이밖에도 2016년 11월 30일에 진행된 총파업은 토요일 촛불집회의 성격을 띄지는 않지만 범국민행동의 일부로서 통계에 집계되는 경우가 많다.
2016년 11월 29일 1차 집회부터 2017년 3월 11일 20차 집회까지 매회 평균 83만 명이 참여하였으며, 그 중에서 가장 규모가 컸던 촛불집회는 탄핵 소추를 앞두고 진행된 12월 3일의 6차 촛불집회로 주최측 추산 232만 명, 경찰 추산 42만 명이 참가하였다. 100만 명 이상의 참여자를 기록한 것은 총 일곱 번으로, 11월 12일 3차 촛불집회에서 처음으로 100만 명을 기록한 뒤 11월 26일 5차 촛불집회 190만 명, 12월 3일 6차 촛불집회 232만 명, 12월 10일 7차 촛불집회 104만 명, 그리고 이듬해 탄핵심판 선고일 전 두 차례의 집회에서 각각 108만 명과 105만 명이 참가한 것으로 집계되었다.
|                 | 날짜                   | 시위대      | 시위대     | 대한민국 정부 | 출처                        |
| 경찰 추산       | 날짜                   | 주최측 추산 | 경찰 인원  |               | 출처                        |
| --------------- | ---------------------- | ----------- | ---------- | ------------- | --------------------------- |
| 1차 범국민행동  | 2016년 10월 29일       | 12,000      | 50,000     | 4,800         | [ 2 ]                       |
| 2차 범국민행동  | 2016년 11월 5일        | 48,000      | 300,000    | 17,600        | [ 3 ] [ 4 ]                 |
| 3차 범국민행동  | 2016년 11월 12일       | 269,000     | 1,060,000  | 25,000        | [ 5 ] [ 6 ]                 |
| 4차 범국민행동  | 2016년 11월 19일       | 275,000     | 960,000    | 20,000        | [ 7 ] [ 8 ]                 |
| 5차 범국민행동  | 2016년 11월 26일       | 330,000     | 1,900,000  | 25,000        | [ 9 ]                       |
| 1차 총파업      | 2016년 11월 30일       | 8,000       | 60,000     | 8,000         | [ 10 ] [ 11 ] [ 12 ]        |
| 6차 범국민행동  | 2016년 12월 3일        | 429,000     | 2,320,000  | 30,000        | [ 13 ] [ 14 ] [ 15 ]        |
| 7차 범국민행동  | 2016년 12월 10일       | 166,000     | 1,043,400  | 18,200        | [ 16 ] [ 17 ] [ 18 ]        |
| 8차 범국민행동  | 2016년 12월 17일       | 77,000      | 771,750    | 18,240        | [ 19 ] [ 20 ]               |
| 9차 범국민행동  | 2016년 12월 24일       | 53,000      | 702,000    | 14,700        | [ 21 ] [ 22 ]               |
| 10차 범국민행동 | 2016년 12월 31일       | 83,000      | 1,104,000  | 18,400        | [ 23 ] [ 24 ]               |
| 11차 범국민행동 | 2017년 1월 7일         | 38,000      | 643,380    | 15,920        | [ 25 ] [ 26 ]               |
| 12차 범국민행동 | 2017년 1월 14일        | ―           | 146,700    | 14,700        | [ 27 ] [ 28 ]               |
| 13차 범국민행동 | 2017년 1월 21일        | ―           | 353,400    | 15,500        | [ 29 ] [ 30 ]               |
| 14차 범국민행동 | 2017년 2월 4일         | ―           | 425,500    | 14,600        | [ 31 ] [ 32 ]               |
| 15차 범국민행동 | 2017년 2월 10일 ~ 11일 | ―           | 806,270    | 16,000        | [ 33 ] [ 34 ]               |
| 16차 범국민행동 | 2017년 2월 18일        | ―           | 844,860    | 15,200        | [ 35 ] [ 36 ]               |
| 17차 범국민행동 | 2017년 2월 24일 ~ 25일 | ―           | 1,078,130  | 17,000        | [ 37 ] [ 38 ]               |
| 18차 범국민행동 | 2017년 3월 1일         | ㅡ          | 300,000    | 16,000        | [ 39 ] [ 40 ]               |
| 19차 범국민행동 | 2017년 3월 4일         | ㅡ          | 1,050,890  | 15,900        | [ 41 ] [ 42 ]               |
| 20차 범국민행동 | 2017년 3월 9일 ~ 11일  | ㅡ          | 720,000    | 38,100        | [ 43 ] [ 44 ] [ 45 ] [ 46 ] |
| 21차 범국민행동 | 2017년 3월 25일        | ㅡ          | 102,400    | 12,300        | [ 47 ]                      |
| 22차 범국민행동 | 2017년 4월 15일        | ㅡ          | 109,600    | ㅡ            |                             |
| 23차 범국민행동 | 2017년 4월 29일        | ㅡ          | 50,000     | ㅡ            |                             |
| 누적인원        | 누적인원               | 1,773,000   | 16,894,280 | 391,160       | ―                           |

## 논란
범국민행동 초반에는 경찰과 주최 측의 추산 참가인원수 집계 결과가 큰 차이를 보여 논란의 대상이 되었다. 그 중에서도 가장 괴리가 컸던 집회는 2017년 1월 7일에 열린 11차 촛불집회로, 주최 측 추산 인원은 64만 명인데 반해 경찰 추산 인원은 38,000명으로 17배에 달했다.
이러한 차이를 보인 이유에 대해서는 경찰과 주최 측의 참여인원 추산 방식이 달랐기 때문이라는 것이 그당시 양측의 설명이었다. 먼저 경찰의 경우 "페르미 추정법을 근거로 실시간으로 파악된 인원들을 종합해 일시점에 집결한 최대 인원을 추산"한다면서, "일시점 최대 참가자를 추산하는 이유는 병력 배치 등에 활용하기 위해서"라고 밝혔다. 반면 주최 측의 경우 일시점이 아닌 시간대별로 들고 나는 인원수를 포함하여 연인원 추산방식을 사용하였다고 알려졌다.
집산 방식의 차이로 인한 문제는 탄핵 반대 운동이 본격화된 이후로 그 집회의 참가인원수 추산과 형평성 논란으로 번지기도 했다. 특히 1월 7일 두 집회가 열린 다음날 경찰은 범국민행동 주최 집회 참가인원은 24,000명, 대통령 탄핵 기각을 위한 국민총궐기운동본부 주최 집회 참가인원은 37,000명이라고 발표하였으나, 박남춘 더불어민주당 의원이 서울경찰청에 자료를 요구해 확인한 결과 당일 배치된 경찰 병력은 퇴진반대 집회보다 퇴진 집회의 병력이 12배에 이르는 것으로 드러났다. 이 때문에 병력 배치가 집계의 주된 목적이라면 이러한 결과는 어디서 비롯된 것이냐는 지적이 제기되었고, 결국 경찰은 1월 7일을 끝으로 "논란을 피하기 위해 더 이상 집회 참여인원 추산결과를 발표하지 않겠다"는 입장을 밝히며 집계를 중단했다.